# Filippe Savadogo
Filippe Savadogo, né le 26 mai 1954, à Yako, dans la province du Passoré (Burkina Faso), est un diplomate et homme politique burkinabé.

## Biographie
Filippe Savadogo est formé à l'Université de Ouagadougou où il obtient une licence es-sciences audiovisuelles, puis continue ses études à L'Institut des sciences de l'information et de la communication de Bordeaux II et passe en 1982-1983 un diplôme d'études approfondies (DEA) au département d'études de recherches cinématographiques et audiovisuelles de Paris-Sorbonne et un diplôme d’études supérieures (DES) en Sciences et Techniques de l’Information et de la Communication à l'Institut français de Presse.
En 1983, il est nommé attaché de relations publiques et devient l'année suivante Secrétaire général du FESPACO.
De septembre 1996 à août 2007, il est ambassadeur extraordinaire et plénipotentiaire du Burkina Faso à Paris, avec accréditation en Espagne, au Portugal, au Vatican et en Tunisie, et devient en 2007 ministre de la Culture, du Tourisme et de la Communication, ainsi que porte-parole du gouvernement chargé de la Francophonie jusqu'en 2011,.
Durant cette période, il est également Délégué permanent du Burkina Faso auprès de l’Organisation des Nations unies pour l’éducation, la science et la culture (UNESCO), et Représentant personnel du Président du Burkina Faso au Conseil permanent de l’Organisation internationale de la Francophonie(OIF).
Il est fait en 2003 Commandeur de l’Ordre des Palmes Académiques de France.
En 2012, il est nommé Observateur permanent de l'OIF auprès des Nations-Unies et en Amérique du Nord, jusqu'en 2014.
Il crée ensuite le cabinet de consulting Continental Horizon ainsi que l’association Dialogue Sans Frontières qu'il préside.
Marié à Séraphine Savadogo, il a trois enfants.